# Nowe nowe media
Nowe nowe media – media nowsze niż nowe media. Termin został po raz pierwszy użyty przez Paula Levinsona na określenie pewnych narzędzi w 2007 roku Obejmuje w głównej mierze media społecznościowe, jednak terminów tych, zdaniem P. Levinsona, nie można używać zamiennie, ponieważ nowe nowe media obejmują więcej niż tylko jeden typ mediów. Są „wykorzystywane [...] również do praktyk o charakterze indywidualnym (pisanie postów, nagrywanie podkastów)".
Nowe nowe media wiążą się bezpośrednio z powstaniem platform społecznościowych.

## Najważniejsze cechy nowych nowych mediów wg P. Levinsona
1. każdy konsument jest jednocześnie producentem – można zarówno odbierać, jak i tworzyć treści, np. czytać i publikować posty; nowe nowe media zmieniają czytelników w twórców tekstów, a widzów w producentów YouTube'a[5]
2. autentyczność wynikająca z braku profesjonalizmu – ludzie, którzy publikują materiały, nie muszą być (i zwykle nie są) profesjonalnymi pisarzami, fotografami itp., traktujemy ich więc jak równych sobie, dzięki czemu wydają nam się autentyczni
3. każdy może wybrać swoje medium
4. darmowy dostęp do treści – możliwy dzięki reklamom; nie płacisz, a dostajesz
5. wzajemnie katalityczna reakcja mimo rywalizacji – media rywalizują ze sobą o odbiorców, jednocześnie wzajemnie się dopełniając
6. dostępność – nieograniczana przez program telewizyjny czy radiowy, w każdej chwili można posłuchać ulubionej piosenki lub obejrzeć wybrany serial
7. charakter społecznościowy – osoby korzystające z danego medium tworzą społeczność

## Nowe media a nowe nowe media
Według kryteriów podanych przez Levinsona i na podstawie M. Laskowskiej podział współczesnych mediów internetowych wygląda następująco:
| Nowe media | Nowe nowe media                                                                                       |
| --- | --- |
| – Internet – poczta elektroniczna – fora internetowe – telefonia internetowa – telefon komórkowy (sms, mms) – DVD – pendrive – e-book – biblioteka cyfrowa – telewizja cyfrowa – gra komputerowa – fotografia cyfrowa | – Facebook – YouTube – Instagram – TikTok – Spotify – SnapChat – Wikipedia – Twitter – Blog – Podcast |

## Skąd nazwa „nowe nowe media"?
Zdaniem P. Levinsona nie można nazwać nowych nowych mediów mediami Web 2.0 czy Web 3.0, ponieważ są one oparte na mobilnym dostępie do internetu, tym samym uwzględniają wyłącznie aspekt technologii, pomijając pozostałe. Ponadto, nie jest on zwolennikiem „definiowania rzeczywistości za pomocą liczb", które – według niego – w przeciwieństwie do słów mają słaby ładunek semantyczny, czyli zawierają w sobie mało znaczenia. Autor uznaje termin „nowe nowe media" za odpowiedni do opisu ich nowatorskiego charakteru.
W swojej książce „Nowe nowe media"P. Levinson rozważa również termin „cyfrowa sztuka ekranowa", ponieważ większość nowych nowych mediów ogląda się na ekranach. Jednak nazwa ta nie wydaje mu się wystarczająca, ponieważ „nie można wprowadzić rozróżnienia między «nową» a «nową nową» cyfrową sztuką ekranową". Jego zdaniem o ile niektóre działania w nowych mediach, takie jak blogowanie, produkcja teledysków na YouTube, czy redagowanie i pisanie artykułów do Wikipedii można by uznać za sztukę, o tyle to określenie nie pasuje do takich serwisów jak Facebook czy Myspace. Oprócz tego podcasty oraz inne formy nowych nowych mediów w formie audio odbieramy raczej za pomocą słuchawek niż ekranów.

## Kategorie nowych nowych mediów

### Kategorie ogólne
- blogi;
- podcasty;

- videocasty;
- portale społecznościowe

### Prawie już nieaktualne i mało ważne
- blogowanie i mikroblogowania;

- mikro wpisy na Facebooku lub Twitterze

## Współczesne nowe nowe media wg definicji P. Levinsona
1. YouTube
2. Facebook
3. Spotify
4. Instagram
5. Twitter
6. Wikipedia
7. Digg
8. Myspace